# Ludacris
Ludacris, nome artístico de Christopher Brian Bridges, (Champaign, Illinois, 11 de setembro de 1977), é um rapper, ator e empreendedor americano.

## Carreira
Christopher Bridges, nome do rapper Ludacris, nasceu em Champaign, no estado do Illinois, em 1977, porém mudou-se ainda criança para Atlanta, Geórgia. Estreou-se em 1999 com Incognegro, um álbum lançado a título independente pela sua editora, a Disturbing tha Peace. Depois, com a criação da Def Jam South, subsidiária da Def Jam, Ludacris é contratado e torna-se na principal face da mesma.
O seu segundo álbum, Back for the First Time, sai em 2000 e marca a estreia de Ludacris pela Def Jam South. No ano a seguir, sai o segundo álbum do cantor pela gravadora, intitulado Word of Mouf. Em 2003, lança Chicken-n-Beer e, em 2004, The Red Light District, do qual se retiram os singles "Get Back" e "Number One Spot".
Em 2006, saiu o álbum Release Therapy e, em 2008, Theater of the Mind, da qual foi extraído o single "What Them Girls Like", em parceria com Chris Brown e Sean Garrett.
Em 2010 fez uma participação na canção "Baby", um dos maiores sucessos de Justin Bieber, e na canção "Break Your Heart", canção de Taio Cruz que atingiu o nº 1 na parada de singles britânica.
Em 2011, participou em "Wet The Bed", de Chris Brown incluída no seu quarto álbum de estúdio, F.A.M.E, outra nos êxitos "Tonight (I'm Fuckin' You), de Enrique Iglesias, e "Little Bad Girl", de David Guetta. Este último tema juntou mais uma vez o rapper americano a Taio Cruz.
Em 2018, Ludacris fez participação na música "The Champion", da cantora Carrie Underwood.
Como ator, são de realçar ainda as participações de Ludacris em filmes como The Wash, 2 Fast 2 Furious ou Fast Five, entre outros.

## Vida pessoal
Ludacris é primo da cantora Monica.
Em janeiro de 2020, Ludacris adquiriu a cidadania gabonesa junto com sua mãe e suas duas filhas.

## Discografia

### Álbuns de estúdio
- 2000 - Incognegro
- 2000 - Back for the First Time
- 2001 - Word of Mouf
- 2003 - Chicken-n-Beer
- 2004 - The Red Light District
- 2006 - Release Therapy
- 2008 - Theater of the Mind
- 2010 - Battle of the Sexes
- 2012 - 1.21 Gigawatts
- 2013 - #IDGAF Mixtape
- 2014 - Ludaversal

### Álbuns colaborativos
- 2002 - Golden Grain (com Disturbing tha Peace)
- 2005 - Disturbing tha Peace (com Disturbing tha Peace)

## Singles
| Ano                                       | Canção                                                    | Posições nas paradas | Posições nas paradas | Posições nas paradas | Posições nas paradas | Posições nas paradas | Posições nas paradas | Posições nas paradas | Posições nas paradas | Posições nas paradas | Álbum                   |
| Ano                                       | Canção                                                    | EUA                  | EUA R&B              | EUA Rap              | AUS                  | ALE                  | IRL                  | NZ                   | SUI                  | RU                   | Álbum                   |
| ----------------------------------------- | --------------------------------------------------------- | -------------------- | -------------------- | -------------------- | -------------------- | -------------------- | -------------------- | -------------------- | -------------------- | -------------------- | ----------------------- |
| 2000                                      | "What's Your Fantasy" (feat. Shawnna)                     | 21                   | 10                   | —                    | —                    | —                    | —                    | —                    | —                    | 19                   | Back for the First Time |
| 2000                                      | "Southern Hospitality"                                    | 23                   | 6                    | —                    | —                    | —                    | —                    | —                    | —                    | —                    | Back for the First Time |
| 2001                                      | "Area Codes" (feat. Nate Dogg)                            | 24                   | 10                   | —                    | —                    | —                    | —                    | —                    | —                    | 25                   | Word of Mouf            |
| 2001                                      | "Rollout (My Business)"                                   | 17                   | 7                    | —                    | —                    | —                    | —                    | —                    | —                    | 20                   | Word of Mouf            |
| 2002                                      |                                                           |                      |                      |                      |                      |                      |                      |                      |                      |                      | Word of Mouf            |
| "Welcome to Atlanta" (com Jermaine Dupri) | 35                                                        | 15                   | —                    | —                    | —                    | —                    | —                    | —                    | —                    |                      | Word of Mouf            |
| "Move Bitch" (feat. Mystikal & I-20)      | 10                                                        | 3                    | 3                    | —                    | —                    | —                    | —                    | —                    | —                    |                      | Word of Mouf            |
| 2003                                      | "Act a Fool"                                              | 32                   | 20                   | 10                   | 39                   | —                    | —                    | —                    | —                    | —                    | 2 Fast 2 Furious        |
| 2003                                      | "P-Poppin'" (feat. Shawnna & Lil Fate)                    | —                    | —                    | —                    | —                    | —                    | —                    | —                    | —                    | —                    | Chicken-n-Beer          |
| 2003                                      | "Stand Up" (feat. Shawnna)                                | 1                    | 1                    | 1                    | 30                   | 56                   | 43                   | 13                   | 22                   | 14                   | Chicken-n-Beer          |
| 2003                                      | "Splash Waterfalls"                                       | 6                    | 2                    | 3                    | —                    | —                    | —                    | —                    | —                    | —                    | Chicken-n-Beer          |
| 2004                                      | "Diamond in the Back"                                     | 94                   | 51                   | —                    | —                    | —                    | —                    | —                    | —                    | —                    | Chicken-n-Beer          |
| 2004                                      | "Blow It Out"                                             | —                    | 56                   | —                    | —                    | —                    | —                    | —                    | —                    | —                    | Chicken-n-Beer          |
| 2004                                      | "Get Back"                                                | 13                   | 9                    | 5                    | —                    | —                    | —                    | 30                   | 48                   | 30                   | The Red Light District  |
| 2005                                      | "Number One Spot"                                         | 19                   | 8                    | 6                    | —                    | —                    | 46                   | —                    | —                    | 30                   | The Red Light District  |
| 2005                                      | "The Potion"                                              | —                    | 65                   | —                    | —                    | —                    | —                    | —                    | —                    | —                    | The Red Light District  |
| 2005                                      | "Pimpin' All Over the World" (feat. Bobby Valentino)      | 9                    | 5                    | 2                    | 28                   | —                    | —                    | —                    | —                    | —                    | The Red Light District  |
| 2006                                      | "Money Maker" (feat. Pharrell)                            | 1                    | 1                    | 1                    | —                    | 86                   | —                    | —                    | —                    | —                    | Release Therapy         |
| 2006                                      | "Grew Up a Screw Up" (feat. Young Jeezy)                  | —                    | —                    | —                    | —                    | —                    | —                    | —                    | —                    | —                    | Release Therapy         |
| 2007                                      | "Runaway Love" (feat. Mary J. Blige)                      | 2                    | 3                    | 1                    | —                    | —                    | 37                   | 21                   | —                    | 52                   | Release Therapy         |
| 2007                                      | "Slap"                                                    | —                    | 56                   | 21                   | —                    | —                    | —                    | —                    | —                    | —                    | Release Therapy         |
| 2008                                      | "What Them Girls Like" (feat. Chris Brown & Sean Garrett) | 33                   | 17                   | 8                    | —                    | —                    | —                    | —                    | —                    | —                    | Theater of the Mind     |
| 2008                                      | "One More Drink" (feat. T-Pain)                           | 24                   | 15                   | 4                    | —                    | —                    | —                    | —                    | —                    | —                    | Theater of the Mind     |
| 2009                                      | "Empire States of Mind" (feat. Alicia keys)               | —                    | 1                    | 1                    | —                    | —                    | —                    | —                    | —                    | —                    | Theater of the Mind     |
| 2009                                      | "How Low"                                                 | 6                    | 2                    | 2                    | —                    | —                    | —                    | —                    | —                    | —                    | Battle of the Sexes     |
| 2010                                      | "My Chick Bad" (feat. Nicki Minaj)                        | 11                   | 70                   | —                    | —                    | —                    | —                    | —                    | —                    | —                    | Battle of the Sexes     |
| 2010                                      | "Sex Room"(com Trey Songz)                                | 69                   | 5                    | 6                    | —                    | —                    | —                    | —                    | —                    | —                    | Battle of the Sexes     |
| 2012                                      | "Jingalin"                                                | 125                  | 63                   | —                    | —                    | —                    | —                    | —                    | —                    | —                    | Ludaversal              |
| 2012                                      | ""Representin"(part. Kelly Rowland)                       | 92                   | 28                   | 20                   | —                    | —                    | —                    | —                    | —                    | —                    | Ludaversal              |
| 2012                                      | "Rest of My Life"(part. Usher e David Guetta)             | 72                   | —                    | —                    | 16                   | 32                   | —                    | 19                   | 42                   | 41                   | Ludaversal              |

## Filmografia
Cinema
- 2001 - The Wash
- 2003 - 2 Fast 2 Furious — Tej Parker
- 2003 - Lil' Pimp — Weathers
- 2003 - Paper Chasers — ele mesmo
- 2005 - Crash — Anthony
- 2005 - Hustle & Flow — Skinny Black
- 2006 - The Heart of the Game — narrador
- 2007 - American Hustle — ele mesmo
- 2007 - Fred Claus — DJ Donnie
- 2008 - RocknRolla — Mickey
- 2008 - Max Payne — Jim Bravura
- 2009 - Ball Don't Lie — Julius
- 2009 - Gamer — Humanz Brothe
- 2011 - No Strings Attached — Wallace
- 2011 - Fast Five - Tej Parker
- 2011 - New Year's Eve - Policial de New York
- 2013 - Fast & Furious 6 - Tej Parker
- 2015 - Furious 7 — Tej Parker
- 2017 - The Fate of the Furious - Tej Parker
- 2021 - F9: The Fast Saga - Tej Parker
- 2023 - Fast X - Tej Parker

Televisão
- 2006 - Law & Order: Special Victims Unit — Darius Parker
- 2007 - The Simpsons — ele mesmo (episódio: "You Kent Always Say What You Want")
- 2007 - Law & Order: Special Victims Unit — Darius Parker
- 2018 -  Presenter the show: Fear Factor - MTV